# Dekanat Biłgoraj-Północ
Dekanat Biłgoraj-Północ – jeden z 19 dekanatów w rzymskokatolickiej diecezji zamojsko-lubaczowskiej.

## Parafie
W skład dekanatu wchodzi 12 parafii:
| Miejscowość   | Parafia                                                 | Kościół parafialny                                                 | Liczba mieszkańców | Odpust                       |
| ------------- | ------------------------------------------------------- | ------------------------------------------------------------------ | ------------------ | ---------------------------- |
| Biłgoraj      | św. Jana Pawła II                                       | Kościół św. Jana Pawła II w Biłgoraju                              |                    | 22 października              |
| Biłgoraj      | Chrystusa Króla                                         | Kościół Chrystusa Króla w Biłgoraju                                |                    | 5 listopada                  |
| Biłgoraj      | Trójcy Świętej i Wniebowzięcia Najświętszej Maryi Panny | Kościół Wniebowzięcia Najświętszej Maryi Panny w Biłgoraju         |                    | 15 sierpnia                  |
| Bukowa        | św. Andrzeja Boboli                                     | Kościół św. Andrzeja Boboli w Bukowej                              |                    | niedziela po 16 maja         |
| Dąbrowica     | św. Maksymiliana Kolbego                                | Kościół św. Maksymiliana Kolbego w Dąbrowicy                       |                    | 12 sierpnia                  |
| Frampol       | św. Jana Nepomucena i Matki Bożej Szkaplerznej          | Kościół św. Jana Nepomucena i Matki Bożej Szkaplerznej we Frampolu |                    | 16 maja, 16 lipca            |
| Goraj         | św. Bartłomieja                                         | Kościół św. Bartłomieja Apostoła w Goraju                          |                    | 24 sierpnia                  |
| Gromada       | parafia Matki Bożej Nieustającej Pomocy                 | Kościół Matki Bożej Nieustającej Pomocy w Gromadzie                |                    | 1 sierpnia                   |
| Hedwiżyn      | parafia św. Jadwigi Śląskiej                            | Kościół św. Jadwigi Śląskiej w Hedwiżynie                          |                    | niedziela po 16 października |
| Korytków Duży | parafia Matki Bożej Bolesnej                            | Kościół Matki Bożej Bolesnej w Korytkowie Dużym                    |                    | 16 września                  |
| Radzięcin     | parafia św. Kazimierza Królewicza                       | Kościół św. Kazimierza Królewicza w Radzięcinie                    |                    | 4 marca                      |
| Trzęsiny      | parafia św. Jana Chrzciciela                            | Kościół św. Jana Chrzciciela w Trzęsinach                          |                    | 24 czerwca                   |

## Sąsiednie dekanaty
Biłgoraj – Południe, Janów Lubelski (diec. sandomierska), Józefów, Modliborzyce (diec. sandomierska), Szczebrzeszyn, Turobin (archidiec. lubelska)